# Walerij Tarsis
Walerij Jakowlewicz Tarsis (ros. Валерий Яковлевич Тарсис, ur. 23 września 1906 w Kijowie, zm. 3 marca 1983 w Bernie) – rosyjski pisarz.

## Życiorys
Był synem pracownika wydawnictwa, z pochodzenia Greka (który został aresztowany przez NKWD i w 1942 zginął w łagrze), i Ukrainki. W 1924 ukończył szkołę w Kijowie, a w 1929 studia na Wydziale Historyczno-Filologicznym Uniwersytetu w Rostowie nad Donem. Specjalizował się w literaturze zachodnioeuropejskiej, w 1929 opublikował swoją pierwszą książkę Sowriemiennyje inostranyje pisatieli, pracował w wydawnictwie literatury pięknej. W 1941 został skierowany na front jako korespondent gazety armijnej w stopniu kapitana, uczestniczył m.in. w bitwie pod Stalingradem, gdzie dwukrotnie był ciężko ranny. W latach 1962–1963 był represjonowany (m.in. przymusowo leczony w szpitalu psychiatrycznym), w 1965 wyemigrował do RFN, następnie do Szwajcarii. Swoje utwory publikował głównie we Frankfurcie nad Menem. Jest autorem autobiograficznych opowiadań Pałata nr 7 (1966), trylogii powieściowej Kombinat nasłażdienij (1967) i kilku tomów z planowanego wielotomowego cyklu Riskowannaja żyzń Walentina Ałmazowa (m.in. t. 1 1970, t. 3 1981), w którym zawarł totalną krytykę życia społeczno-politycznego w ZSRR w okresie stalinowskim i późniejszym. Znał języki angielski, niemiecki, hiszpański i polski.